# Eremophila maculata
Eremophila maculata är en flenörtsväxtart som först beskrevs av Ker-gawler, och fick sitt nu gällande namn av Ferdinand von Mueller. Eremophila maculata ingår i släktet Eremophila och familjen flenörtsväxter. Inga underarter finns listade i Catalogue of Life.